# Lipase

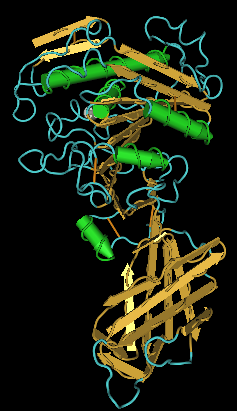
Image générée par ordinateur d'une lipase pancréatique du cochon d'Inde (PLRP2)..

Les lipases sont des enzymes hydrosolubles capables d'effectuer l'hydrolyse de fonctions esters et sont spécialisées dans la transformation de glycéride (triglycéride, diglycérides, monoglycérides) en glycérol et en acides gras (lipolyse). À ce titre, elles constituent une sous-classe des estérases.

## Structure
Alors qu'il existe dans la nature tout un panel de lipases, la plupart d'entre elles sont construites sur un repli alpha/bêta hydrolase et utilisent un mécanisme proche de celui employé par la chymotrypsine. Ce mécanisme d'hydrolyse implique la sérine comme nucléophile, de l'histidine et un acide (généralement de l'acide aspartique).

## Rôle biologique
Elles interviennent lors du métabolisme des triglycérides, c'est-à-dire la combinaison du glycérol avec des acides gras (« ciseau » moléculaire). Les lipases sont des glycoprotéines, associant une partie sucre et une partie acides aminés. Elles sont contenues dans de nombreux êtres vivants, allant du virus (où elles ne sont que codées) jusqu'aux êtres complexes (mammifères).
Par exemple, chez le nouveau-né, la lipase gastrique a une action spécifique sur une variété particulière de triglycéride (à chaîne moyenne) qui est un des composants du lait maternel. Donc la lipase permet de digérer les triglycérides et donc d'assurer une nutrition normale en lipide. La lipase gastrique diminue avec l'âge.
La lipase pancréatique intervient, chez l'homme, dans la digestion des graisses.

## Applications
Les lipases ont une activité d'hydrolyse des esters. En présence d'eau, les esters triglycéridiques sont transformés en acide gras via la réaction :

R est une chaîne alkyle, saturée ou non (les fameux acides gras insaturés en sont issus). Dans certains cas :{\displaystyle {\rm {R=R_{1}\ ou\ R=R_{2}\ ou\ R_{1}=R_{2}\ ou\ encore\ R=R_{1}=R_{2}}}}.
Mais elles ont, comme toutes les enzymes, des besoins très contraignant :
- de température ;
- de pH ;
- de teneur en eau du milieu ;
- du type de substrat ;
- de la polarité du solvant (si en milieu organique).

Elles peuvent donc être utilisée en chimie organique standard pour hydrolyser des esters sur des molécules "sensibles". Parfois elles sont utilisées pour estérifier, il faut alors éliminer l'eau du milieu pour déplacer l'équilibre d'estérification.
L’application de l'hydrolyse (ou digestion de lipides) au domaine du nettoyage (vaisselle, carrelage, lessive, etc.) est donc très courante.
Les acides gras insaturés sont notamment à l'origine du goût acide du beurre mal conservé.
En fromagerie, l'addition de lipases à du lait de vache génère des saveurs de lait de chèvre ou de brebis. Elles sont utilisées pour la fabrication de la féta et de romano à partir de lait de vache. Certaines lipases peuvent aussi renforcer la note fromage bleu.

## Types
Il existe plusieurs protéines ayant un rôle de lipase :
- lipase pancréatique ;
- lipase hépatique ;
- lipase hormonosensible ;
- lipase linguale ;

## Lipasémie
Taux de la lipase dans le sérum.

Normalement : < 190 UI/L

Valeurs de référence : entre 13 et 60 μmol/L 

Augmentation due à des atteintes pancréatiques (notamment la pancréatite aiguë).